# Antonio Capulongo
Antonio Capulongo (Napoli, 1580 circa – ...) è stato un pittore italiano del periodo tardo-rinascimentale.

## Biografia
Nacque e fu attivo a Napoli, allievo di Giovanni Bernardo della Loma. Dipinse la pala d'altare principale per la chiesa di San Diego, a Napoli, raffigurante l'Immacolata Concezione, con i santi Francesco d'Assisi e Antonio di Padova. Dipinse anche una Madonna col Bambino con angeli e santi per la chiesa di San Niccolò e  Gesù Cristo in croce con santa Caterina, per la chiesa di santa Maria dei Trinettari a Napoli. 